# Charles Coste
Charles Gustave Léonce Coste (nascido em 24 de fevereiro de 1924) é um ex-ciclista francês que representou França nos Jogos Olímpicos de Verão de 1948 em Londres, onde conquistou a medalha de ouro na perseguição por equipes de 4 km, juntamente com Fernand Decanali, Pierre Adam e Serge Blusson. Coste terminou em quarto lugar no Paris-Roubaix 1950.